# 2010年世界女子ボクシング選手権大会
2010年世界女子ボクシング選手権大会（2010 Women's World Amateur Boxing Championships）は、2010年9月9日から18日までバルバドス・ブリッジタウンにて開催された第6回世界女子ボクシング選手権大会である。
女子ボクシングのオリンピック採用決定後、初めて行われる世界選手権となり、階級も変更された。

## メダル獲得者
| 階級                        | 金                     | 銀                   | 銅                       |
| --------------------------- | ---------------------- | -------------------- | ------------------------ |
| ライトフライ級 （48kg）     | メアリー・コム         | Steluta Duta         | Alice Aparriphi          |
| ライトフライ級 （48kg）     | メアリー・コム         | Steluta Duta         | Nazgul Boranbayeva       |
| フライ級 （51kg）           | 任燦燦                 | ニコラ・アダムズ     | Tetyana Kob              |
| フライ級 （51kg）           | 任燦燦                 | ニコラ・アダムズ     | Hanne Makinen            |
| バンタム級 （54kg）         | エレーナ・サヴェリエワ | Kim Hye Song         | カロリーナ・ミカルチェク |
| バンタム級 （54kg）         | エレーナ・サヴェリエワ | Kim Hye Song         | Csilla Nemedi-Varga      |
| フェザー級 （57kg）         | ユン・クムジュ         | Yang Yanzi           | Tassamalee Thongjan      |
| フェザー級 （57kg）         | ユン・クムジュ         | Yang Yanzi           | Rim Jouini               |
| ライト級 （60kg）           | ケイティー・テイラー   | 董程                 | Queen Underwood          |
| ライト級 （60kg）           | ケイティー・テイラー   | 董程                 | Karolina Graczyk         |
| ライトウェルター級 （64kg） | グルスム・タタール     | Vera Slugina         | クララ・スヴェンソン     |
| ライトウェルター級 （64kg） | グルスム・タタール     | Vera Slugina         | Cashmere Jackson         |
| ウェルター級 （69kg）       | アンドレシア・ワッソン | サバンナ・マーシャル | Yang Tingting            |
| ウェルター級 （69kg）       | アンドレシア・ワッソン | サバンナ・マーシャル | Marichelle Jong          |
| ミドル級 （75kg）           | メアリー・スペンサー   | 李金子               | Liliya Durnyeva          |
| ミドル級 （75kg）           | メアリー・スペンサー   | 李金子               | Maria Kovacs             |
| ライトヘビー級 （81kg）     | ロセリ・フェイトーザ   | Marina Volnova       | Timea Nagy               |
| ライトヘビー級 （81kg）     | ロセリ・フェイトーザ   | Marina Volnova       | Wang Yanrui              |
| ヘビー級 （+81kg）          | ナデザ・トロポワ       | Kateryna Kuzhel      | 李雲飛                   |
| ヘビー級 （+81kg）          | ナデザ・トロポワ       | Kateryna Kuzhel      | Kavita                   |